# 張廷遊
張廷遊（1917年10月10日—1991年），又譯張廷攸、張庭攸，也被誤譯作張廷裕，越南共和國律師和政治家。張廷遊在1967年越南共和國總統選舉中以第二名的成績落選，隨後他與其他反對派候選人們一起指責選舉舞弊，一度遭到監禁。

## 生平

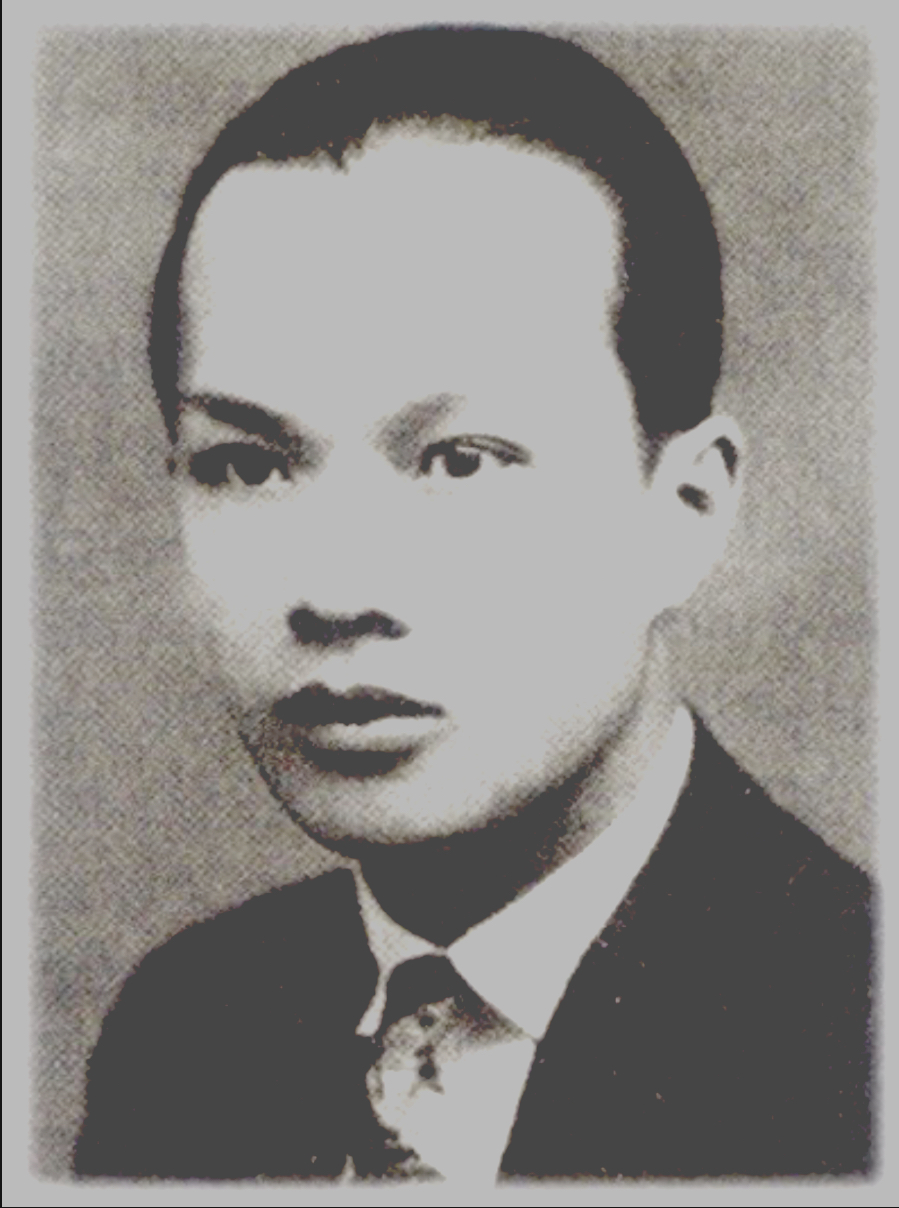
張廷遊的好友阮友壽，攝於1932年

張廷遊於1917年11月10日出生於越南中部平定省歸仁市。他在河內接受了教育，獲得法律學位后，於1944年搬到湄公河三角洲最大的城市芹苴執業，然後於1945年搬到西貢。張廷遊從事法律工作時的搭檔之一是他的好友阮友壽，阮後來離開西貢進入農村，成爲越南南方民族解放陣線名義上的政治領導人。他們之間的友誼後來使得南越選民相信，張關於越南共和國政府和共產黨之間通過談判實現和平的承諾是可行的。
張廷遊還與第一夫人陳麗春的弟弟陳文謙一起從事法律工作。陳麗春是越南共和國首任總統吳廷琰（終身未婚）的胞弟吳廷瑈的妻子。這給張廷遊和阮友壽帶來了很多好處，因為吳氏家族經營著作爲他們的橡皮圖章的袋鼠法庭。張廷遊的人脈關係使他具有優勢，並有能力影響法官和執法機構。
在吳廷琰時代，張廷遊訪問了美國，並加入了扶輪社，以佩戴扶輪社的領帶而聞名。他曾被選爲西貢扶輪社主席（1959年－1960年），並於1961年至1962年間擔任國際扶輪地區總監。張廷遊也曾因曾將妻子作爲貸款抵押品而獲得了負面關注。

### 1961年選舉
張廷遊曾宣佈他打算作爲候選人參加1961年越南共和國總統選舉，但他在被指控參與非法資金轉移出國後在威脅下退出。

### 1967年選舉
當時的政治法律禁止試圖提倡與在北越的幫助下試圖控制南越的越共進行談判的政治活動。之前曾發生過主張停火的政客被取消競選資格的情況。
作為一個缺少知名度的政治家，張廷遊一直保持沉默直到他的候選人資格獲得了批准，然後才展示他的政策。完成這項工作后，他以鴿子為標誌進行競選活動，敦促進行談判。他作爲11個總統候選人中最具有活力和最雄辯的候選人而聞名。他反覆用尖銳的語言抨擊阮文紹和他的搭檔阮高祺，指責他們使用骯髒的伎倆來阻礙他的競選活動。
張廷遊聲稱他一直在與佛教活動家領袖釋智光會面，但後來又否認了這一點。他還聲稱越共呼籲共產主義同情者們投票給他，但後來否認了這一事。雖然其他人也有主張和平協定的，但張在傳播他的資訊方面是最有力的一個，這使得他的競爭對手們，如年邁的潘克丑和陳文香（分別在1964－65年短暫擔任過軍政府監督下的國家元首和總理）顯得沒有生氣。

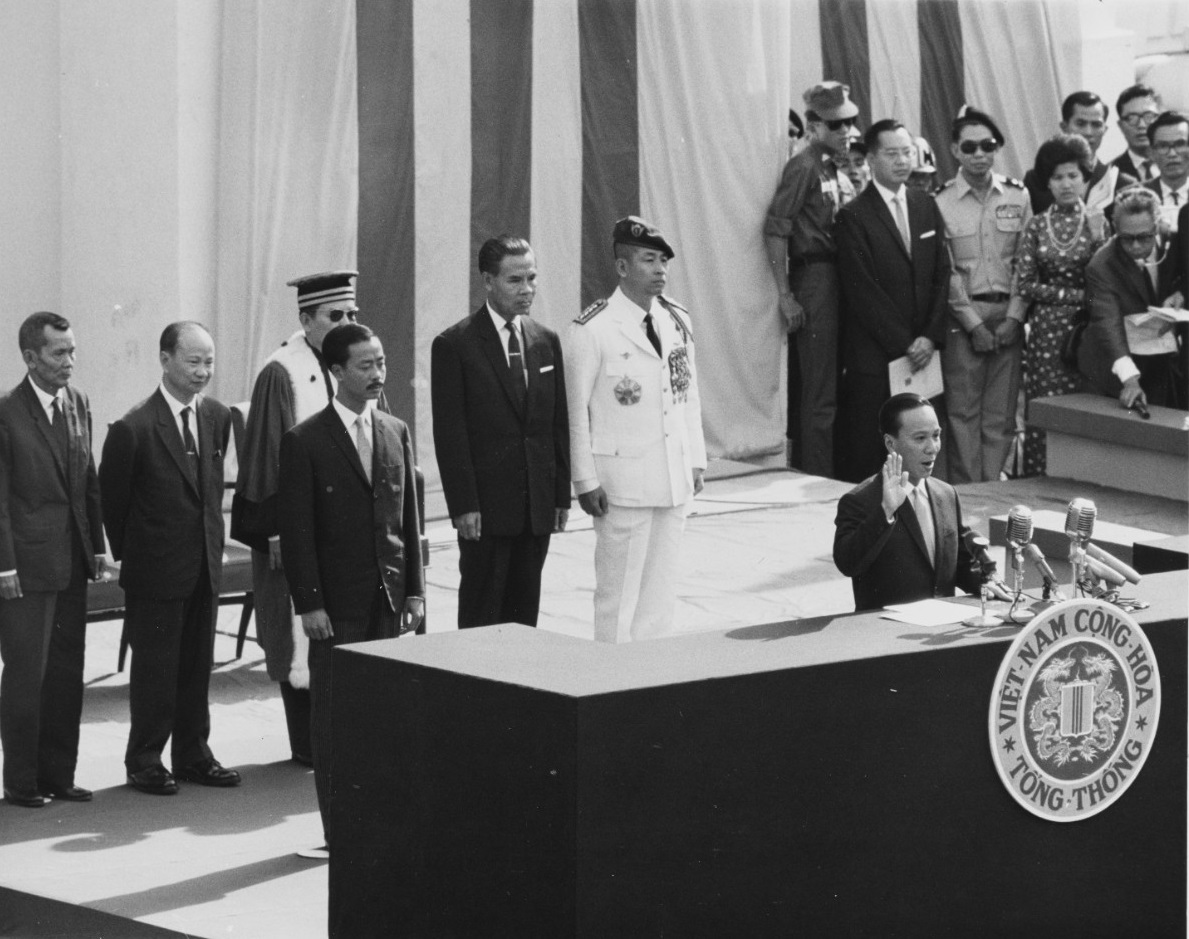
1967年阮文紹宣誓就任總統

在這場選舉中，張廷遊以17%的得票率排名第二，票數僅次於名義上的國家元首阮文紹將軍和他的搭檔，總理阮高祺空軍司令。張的成功讓觀察家們措手不及。在投票前兩周，美國大使館官員私下進行的一項研究估計張只能獲得大約4%的選票，在普選中排名第五。
在44個省中，張廷遊在5個省中得票率排名第一，而所有這些省都在共產黨遊擊隊的控制之下，他在26個省中排名第二，僅次於阮文紹和阮高祺組合的票票。這些省份也以共產主義者猖獗而聞名。這導致有人聲稱共產黨人投票支持他，而且迫使民眾也這樣做。張反駁說，按照同樣的邏輯，共產黨人支持了阮文紹，並因此與他結盟。
在隨後的參議院選舉中，選民們要從被分成10人一組的480名候選人中每組選出6人，也就是總共60名候選人將被選入參議員。張廷遊支持的五名參議員候選人都落選了。
張廷遊與另外兩位落選的總統候選人潘克丑和黃基平一起召開了一次媒體會議，指責阮文紹和阮高祺參與選舉舞弊。張指出：
1. 支持阮文紹的軍隊在首都西貢和鄰近的嘉定省通過清晨前往投票站佔據投票箱，使得平民選民無足夠投票箱進行投票；
2. 在一些投票站，沒有足夠的投票箱代表每個候選人；
3. 政府電臺誇張了阮文紹的領先程度。[14]

在競選期間，阮高祺並沒有掩飾他對民主和競選對手的厭惡，並“將平民候選人們描述爲‘糞便’（骯髒、污穢、排泄物），‘叛徒’和‘國家利益的破壞者’”。阮高祺還說，如果他的對手繼續攻擊他，他將取消選舉。張廷遊和其他七民平民候選人向軍方正式投訴競選違規行爲。美國官員爲了支持阮文紹和阮高祺，無視了這些抗議，視之爲酸葡萄心理，但是制憲會議的一個委員會以16比2的表決結果，以“欺詐”爲由宣佈選舉結果無效。這一裁決並沒有產生效果，阮文紹和阮高祺對平民異議人士進行了一系列逮捕和其他鎮壓措施。
選舉結束后，張廷遊聲稱自己是反對阮文紹和阮高祺的領袖。張廷遊的表現被認爲是公眾對於越南共和國軍軍事統治不滿的標誌，而不是對他本身政策的認可。儘管如此，阮文紹還是對這一結果感到尷尬，並以非法貨幣交易爲由逮捕了他。張被指控在三藩市非法開設銀行帳戶，並被置於警方的監視下。
張廷遊在被拘禁了兩個多月後，於1968年4月13日夜間被釋放，之後他發出聲明倡議南越政府與共產黨進行和談並組建聯合政府。這引起了總統阮文紹的憤怒，他聲稱將因此逮捕張廷遊。張廷遊隨後被逮捕並被移送到了特別軍事法庭，他在7月26日被判處五年苦役，但由於國內外的公眾壓力，最終他在被關押五個月後就被釋放了。
1975年4月西貢陷落後，張廷遊被指控與美國官員和中情局有關，被新政府送進了再教育營，1991年在胡志明市逝世。

## 家庭
張廷遊的兒子大衛·張自60年代中期以來一直居住於美國，他於1978年因爲爲越南政府從事間諜活動被判間諜罪。

### 引用
1. 1 2 3 4  . truongtoc.com.vn. 2017-05-25  [2023-03-08]. （原始内容存档于2018-06-14） （越南语）.
2. 1 2  . 参考消息. 1968-04-18  [2022-07-12]. （原始内容存档于2022-07-12） （中文（中国大陆））.
3. ↑  . 参考消息. 1967-09-07  [2022-07-12]. （原始内容存档于2022-07-12） （中文（中国大陆））.
4. 1 2  . 工商日報 (工商日報有限公司). 1967-09-30  [2022-07-12]. （原始内容存档于2022-07-12） （中文（香港））.
5. 1 2 3  . 工商晚報 (工商日報有限公司). 1968-04-28  [2022-07-12]. （原始内容存档于2022-07-12） （中文（香港））.
6. ↑  . 工商晚報 (工商日報有限公司). 1968-07-24  [2022-08-21] （中文（香港））.
7. ↑  . 大公報. 1967-09-05  [2022-08-21] （中文（香港））.
8. 1 2 3 4 5 6 7  Ngo Ngoc Trung 2011，第1146頁.
9. 1 2 3 4 5 6 7 8 9 10 11 12 13 14 15  . Time. 1967-09-15  [2022-07-12]. ISSN 0040-781X. （原始内容存档于2021-07-29） （美国英语）.
10. ↑  Rostow, W. W.  (PDF). vva.vietnam.ttu.edu. 1967-09-05  [2022-07-12]. （原始内容 (PDF)存档于2022-07-12）.
11. 1 2 3 4  Karnow 1997，第466頁.
12. ↑  Karnow 1997，第465頁.
13. 1 2 3 4  McAllister 2004，第650頁.
14. ↑  . 工商日報 (工商日報有限公司). 1967-09-05  [2022-07-12] （中文（香港））.
15. 1 2  McAllister 2004，第646頁.
16. ↑  . 工商日報 (工商日報有限公司). 1968-05-02  [2022-07-12]. （原始内容存档于2022-07-12） （中文（香港））.
17. ↑  Emily Langer. . 華盛頓郵報. 2014-07-14  [2022-07-12]. （原始内容存档于2020-07-27） （美国英语）.

### 來源
- Karnow, Stanley. . 紐約: Penguin Books. 1997. ISBN 0-670-84218-4.
- McAllister, James. . The Pacific Historical Review (伯克利 (加利福尼亞州): 加州大學出版社). 2004, 73 (4): 619–651. doi:10.1525/phr.2004.73.4.619.
- Ngo Ngoc Trung. Tucker, Spencer C. , 编.  1 2nd. 圣巴巴拉 (加利福尼亚州): ABC-CLIO. 2011: 1146–1147  [2022-07-12]. ISBN 978-1-85109-961-0. （原始内容存档于2022-07-15）.

## 外部鏈接
- Republic of Vietnam 1967 presidential and senate election pamphlets: Trương Đình Dzu, Trần Văn Chiêu （页面存档备份，存于）